# Список чемпионов НФЛ (1920—1969)

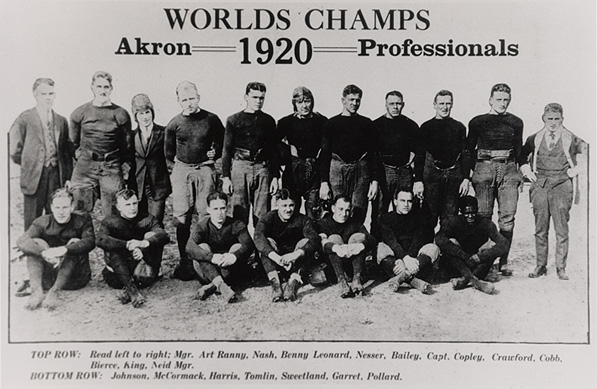
В 1920 году «Акрон Прос» были названы первым чемпионом АПФА (НФЛ)

Чемпион Национальной футбольной лиги по американскому футболу, до слияния Национальной футбольной лиги с Американской футбольной лигой в 1970 году, в разное время определялся по двум разным системам. Национальная футбольная лига была основана 17 сентября 1920 года и называлась Американская профессиональная футбольная ассоциация (АПФА). АФПА сменила своё название в 1922 году на Национальная футбольная лига, под которым она существует и по сей день. С 1920 по 1931 год чемпионом АПФА/НФЛ становилась команда с наилучшим процентом побед в регулярном чемпионате, причём ничьи не учитывались при вычислении процента. Несмотря на то, что АФПА не вела официальную турнирную таблицу в сезоне 1920 года, она огласила чемпионом клуб «Акрон Прос», который завершил сезон с результатом 8-0-3. Два года подряд, с 1922 по 1923 год, чемпионом становился клуб «Кантон Бульдогс», а «Грин-Бей Пэкерс» становились чемпионами три года подряд с 1929 по 1931 год.
В сезоне 1932 года две команды поделили первое место — «Чикаго Беарз» и «Портсмут Спартанс» и чемпион не мог быть определён обычным методом. Чтобы разрешить эту проблему, был назначен дополнительный матч между командами, в котором победу одержала команда из Чикаго. В следующем году команды НФЛ были поделены на два дивизиона и победители каждого дивизиона должны были выявлять победителя в чемпионской игре НФЛ. В 1967 году НФЛ и соперничающая с ней лига АФЛ договорились о слиянии, которое должно было произойти по окончании сезона 1969 года. Одним из условий договора стал матч между чемпионом НФЛ и АФЛ, в котором должен был определиться Мировой чемпион. По окончании сезона 1969 года чемпионская игра НФЛ была упразднена, а вместо неё стала проводиться чемпионская игра НФК. Победитель этой игры встречается с победителем чемпионской игры АФК в Супербоуле для определения чемпиона НФЛ.
Больше всех чемпионских титулов, до слияния НФЛ и АФЛ, выиграла команда «Грин-Бей Пэкерс» — 11. «Пэкерc» также стали единственной командой, которой удавалось выигрывать три чемпионских титула подряд. «Чикаго Беарз» завоевали восемь титулов, «Кливленд Браунс», «Детройт Лайонс» и «Нью-Йорк Джайентс» выигрывали по четыре титула. Чаще всего чемпионские игры проходили в Нью-Йорке, где состоялось 8 таких матчей. Больше всего посетителей собрала чемпионская игра 1955 года в Лос-Анджелесе, в которой на глазах 85 693 человек «Браунс» одержали победу над «Рэмс».

## Чемпионы АПФА/НФЛ (1920—1932)
Чемпионом становилась команда с лучшим процентом побед в регулярном чемпионате.
| Сезон | Чемпион                 | В  | П | Н | %     | Второе место            | В  | П | Н | %    | Прим. |
| ----- | ----------------------- | -- | - | - | ----- | ----------------------- | -- | - | - | ---- | ----- |
| 1920  | Акрон Прос              | 8  | 0 | 3 | 100,0 | Декатур Стэйлиз         | 10 | 1 | 2 | 90,9 | [ 4 ] |
| 1921  | Чикаго Стэйлиз          | 9  | 1 | 1 | 90,0  | Баффало Олл-Американс   | 9  | 1 | 2 | 90,0 | [ 4 ] |
| 1922  | Кантон Бульдогс         | 10 | 0 | 1 | 100,0 | Чикаго Беарз            | 9  | 3 | 0 | 75,0 | [ 4 ] |
| 1923  | Кантон Бульдогс (2)     | 11 | 0 | 1 | 100,0 | Чикаго Беарз            | 9  | 2 | 1 | 81,8 | [ 4 ] |
| 1924  | Кливленд Бульдогс       | 7  | 1 | 1 | 87,5  | Чикаго Беарз            | 6  | 1 | 4 | 85,7 | [ 4 ] |
| 1925  | Чикаго Кардиналс        | 11 | 2 | 1 | 84,6  | Поттсвиль Марунз        | 10 | 2 | 0 | 83,3 | [ 8 ] |
| 1926  | Фрэнкфорд Еллоу Джекетс | 14 | 1 | 2 | 93,3  | Чикаго Беарз            | 12 | 1 | 3 | 92,3 | [ 8 ] |
| 1927  | Нью-Йорк Джайентс       | 11 | 1 | 1 | 91,7  | Грин-Бей Пэкерс         | 7  | 2 | 1 | 77,8 | [ 8 ] |
| 1928  | Провиденс Стим Роллер   | 8  | 1 | 2 | 88,9  | Фрэнкфорд Еллоу Джекетс | 11 | 3 | 2 | 78,6 | [ 8 ] |
| 1929  | Грин-Бей Пэкерс         | 12 | 0 | 1 | 100,0 | Нью-Йорк Джайентс       | 13 | 1 | 1 | 92,9 | [ 8 ] |
| 1930  | Грин-Бей Пэкерс (2)     | 10 | 3 | 1 | 76,9  | Нью-Йорк Джайентс       | 13 | 4 | 0 | 76,5 | [ 8 ] |
| 1931  | Грин-Бей Пэкерс (3)     | 12 | 2 | 0 | 85,7  | Портсмут Спартанс       | 11 | 3 | 0 | 78,6 | [ 8 ] |
| 1932  | Чикаго Беарз (2)        | 7  | 1 | 6 | 87,5  | Грин-Бей Пэкерс         | 10 | 3 | 1 | 76,9 | [ 8 ] |

## Чемпионы НФЛ (1933—1969)
| Дивизионы/Конференции              | Дивизионы/Конференции              |
| ---------------------------------- | ---------------------------------- |
| Восточный дивизион (1933-49)       | Западный дивизион (1933-49)        |
| Американская конференция (1950-52) | Национальная конференция (1950-52) |
| Восточная конференция (1953-69)    | Западная конференция (1953-69)     |

| Сезон | Дата            | Команда победитель     | Счёт  | Проигравшая команда | Место проведения              | Посещаемость | Прим.         |
| ----- | --------------- | ---------------------- | ----- | ------------------- | ----------------------------- | ------------ | ------------- |
| 1933  | 17 декабря 1933 | Чикаго Беарз (3)       | 23–21 | Нью-Йорк Джайентс   | Чикаго, Иллинойс              | 26 000       | [ 9 ] [ 8 ]   |
| 1934  | 9 декабря 1934  | Нью-Йорк Джайентс (2)  | 30–13 | Чикаго Беарз        | Нью-Йорк, Нью-Йорк            | 35 059       | [ 9 ] [ 8 ]   |
| 1935  | 15 декабря 1935 | Детройт Лайонс         | 26–7  | Нью-Йорк Джайентс   | Детройт, Мичиган              | 15 000       | [ 9 ] [ 8 ]   |
| 1936  | 13 декабря 1936 | Грин-Бей Пэкерс (4)    | 21–6  | Бостон Редскинз     | Нью-Йорк, Нью-Йорк (2)        | 29 545       | [ 9 ] [ 8 ]   |
| 1937  | 12 декабря 1937 | Вашингтон Редскинз     | 28–21 | Чикаго Беарз        | Чикаго, Иллинойс              | 15 870       | [ 9 ] [ 8 ]   |
| 1938  | 11 декабря 1938 | Нью-Йорк Джайентс (3)  | 23–17 | Грин-Бей Пэкерс     | Нью-Йорк, Нью-Йорк (3)        | 48 120       | [ 9 ] [ 10 ]  |
| 1939  | 10 декабря 1939 | Грин-Бей Пэкерс (5)    | 27–0  | Нью-Йорк Джайентс   | Милуоки, Висконсин            | 32 279       | [ 9 ] [ 10 ]  |
| 1940  | 8 декабря 1940  | Чикаго Беарз (4)       | 73–0  | Вашингтон Редскинз  | Вашингтон, округ Колумбия     | 36 034       | [ 9 ] [ 10 ]  |
| 1941  | 21 декабря 1941 | Чикаго Беарз (5)       | 37–9  | Нью-Йорк Джайентс   | Чикаго, Иллинойс              | 13 341       | [ 9 ] [ 10 ]  |
| 1942  | 13 декабря 1942 | Вашингтон Редскинз (2) | 14–6  | Чикаго Беарз        | Вашингтон, округ Колумбия (2) | 36 006       | [ 9 ] [ 10 ]  |
| 1943  | 26 декабря 1943 | Чикаго Беарз (6)       | 41–21 | Вашингтон Редскинз  | Чикаго, Иллинойс              | 34 320       | [ 9 ] [ 10 ]  |
| 1944  | 17 декабря 1944 | Грин-Бей Пэкерс (6)    | 14–7  | Нью-Йорк Джайентс   | Нью-Йорк, Нью-Йорк (4)        | 46 016       | [ 9 ] [ 10 ]  |
| 1945  | 16 декабря 1945 | Кливленд Рэмс          | 15–14 | Вашингтон Редскинз  | Кливленд, Огайо               | 32 178       | [ 9 ] [ 10 ]  |
| 1946  | 15 декабря 1946 | Чикаго Беарз (7)       | 24–14 | Нью-Йорк Джайентс   | Нью-Йорк, Нью-Йорк (5)        | 58 346       | [ 9 ] [ 10 ]  |
| 1947  | 28 декабря 1947 | Чикаго Кардиналс (2)   | 28–21 | Филадельфия Иглз    | Чикаго, Иллинойс              | 30 759       | [ 9 ] [ 10 ]  |
| 1948  | 19 декабря 1948 | Филадельфия Иглз       | 7–0   | Чикаго Кардиналс    | Филадельфия, Пенсильвания     | 36 309       | [ 9 ] [ 10 ]  |
| 1949  | 18 декабря 1949 | Филадельфия Иглз (2)   | 14–0  | Лос-Анджелес Рэмс   | Лос-Анджелес, Калифорния      | 27 980       | [ 9 ] [ 10 ]  |
| 1950  | 24 декабря 1950 | Кливленд Браунс        | 30–28 | Лос-Анджелес Рэмс   | Кливленд, Огайо (2)           | 29 751       | [ 9 ] [ 11 ]  |
| 1951  | 23 декабря 1951 | Лос-Анджелес Рэмс (2)  | 24–17 | Кливленд Браунс     | Лос-Анджелес, Калифорния (2)  | 57 522       | [ 11 ] [ 12 ] |
| 1952  | 28 декабря 1952 | Детройт Лайонс (2)     | 17–0  | Кливленд Браунс     | Кливленд, Огайо (3)           | 50 934       | [ 11 ] [ 12 ] |
| 1953  | 27 декабря 1953 | Детройт Лайонс (3)     | 17–16 | Кливленд Браунс     | Детройт, Мичиган (2)          | 54 577       | [ 11 ] [ 12 ] |
| 1954  | 26 декабря 1954 | Кливленд Браунс (2)    | 56–10 | Детройт Лайонс      | Кливленд, Огайо (4)           | 43 827       | [ 11 ] [ 12 ] |
| 1955  | 26 декабря 1955 | Кливленд Браунс (3)    | 38–14 | Лос-Анджелес Рэмс   | Лос-Анджелес, Калифорния (3)  | 85 693       | [ 11 ] [ 12 ] |
| 1956  | 30 декабря 1956 | Нью-Йорк Джайентс (4)  | 47–7  | Чикаго Беарз        | Нью-Йорк, Нью-Йорк (6)        | 56 836       | [ 11 ] [ 12 ] |
| 1957  | 29 декабря 1957 | Детройт Лайонс (4)     | 59–14 | Кливленд Браунс     | Детройт, Мичиган (3)          | 55 263       | [ 11 ] [ 12 ] |
| 1958  | 28 декабря 1958 | Балтимор Колтс         | 23–17 | Нью-Йорк Джайентс   | Нью-Йорк, Нью-Йорк (7)        | 64 185       | [ 11 ] [ 12 ] |
| 1959  | 27 декабря 1959 | Балтимор Колтс (2)     | 31–16 | Нью-Йорк Джайентс   | Балтимор, Мэриленд            | 57 545       | [ 11 ] [ 12 ] |
| 1960  | 26 декабря 1960 | Филадельфия Иглз (3)   | 17–13 | Грин-Бей Пэкерс     | Филадельфия, Пенсильвания (2) | 67 325       | [ 12 ] [ 13 ] |
| 1961  | 31 декабря 1961 | Грин-Бей Пэкерс (7)    | 37–0  | Нью-Йорк Джайентс   | Грин-Бей, Висконсин           | 39 029       | [ 12 ] [ 13 ] |
| 1962  | 29 декабря 1962 | Грин-Бей Пэкерс (8)    | 16–7  | Нью-Йорк Джайентс   | Нью-Йорк, Нью-Йорк (8)        | 64 892       | [ 12 ] [ 13 ] |
| 1963  | 29 декабря 1963 | Чикаго Беарз (8)       | 14–10 | Нью-Йорк Джайентс   | Чикаго, Иллинойс              | 45 801       | [ 12 ] [ 13 ] |
| 1964  | 27 декабря 1964 | Кливленд Браунс (4)    | 27–0  | Балтимор Колтс      | Кливленд, Огайо (5)           | 79 544       | [ 12 ] [ 13 ] |
| 1965  | 2 января 1966   | Грин-Бей Пэкерс (9)    | 23–12 | Кливленд Браунс     | Грин-Бей, Висконсин (2)       | 50 777       | [ 12 ] [ 13 ] |
| 1966  | 1 января 1967   | Грин-Бей Пэкерс (10)   | 34–27 | Даллас Ковбойз      | Даллас, Техас                 | 74 152       | [ 12 ] [ 13 ] |
| 1967  | 31 декабря 1967 | Грин-Бей Пэкерс (11)   | 21–17 | Даллас Ковбойз      | Грин-Бей, Висконсин (3)       | 50 861       | [ 12 ] [ 13 ] |
| 1968  | 29 декабря 1968 | Балтимор Колтс (3)     | 34–0  | Кливленд Браунс     | Кливленд, Огайо (6)           | 78 410       | [ 12 ] [ 13 ] |
| 1969  | 4 января 1970   | Миннесота Вайкингс     | 27–7  | Кливленд Браунс     | Блумингтон, Миннесота         | 46 503       | [ 12 ] [ 13 ] |

## По количеству чемпионских титулов
| Клуб                                        | Чемпионских титулов | Вторых мест | Года, в которых завоёвывался чемпионский титул                   |
| ------------------------------------------- | ------------------- | ----------- | ---------------------------------------------------------------- |
| Грин-Бей Пэкерс                             | 11                  | 4           | 1929, 1930, 1931, 1936, 1939, 1944, 1961, 1962, 1965, 1966, 1967 |
| Декатур Стэйлиз/Чикаго Стэйлиз/Чикаго Беарз | 8                   | 9           | 1921, 1932, 1933, 1940, 1941, 1943, 1946, 1963                   |
| Кливленд Браунс                             | 4                   | 7           | 1950, 1954, 1955, 1964                                           |
| Портсмут Спартанс/Детройт Лайонс            | 4                   | 2           | 1935, 1952, 1953, 1957                                           |
| Нью-Йорк Джайентс                           | 4                   | 13          | 1927, 1934, 1938, 1956                                           |
| Балтимор Колтс                              | 3                   | 1           | 1958, 1959, 1968                                                 |
| Филадельфия Иглз                            | 3                   | 1           | 1948, 1949, 1960                                                 |
| Кантон Бульдогс                             | 2                   | 0           | 1922, 1923                                                       |
| Чикаго Кардиналс                            | 2                   | 1           | 1925, 1947                                                       |
| Кливленд Рэмс/Лос-Анджелес Рэмс             | 2                   | 3           | 1945, 1951                                                       |
| Бостон Редскинз/Вашингтон Редскинз          | 2                   | 4           | 1937, 1942                                                       |
| Миннесота Вайкингс                          | 1                   | 0           | 1969                                                             |
| Акрон Прос                                  | 1                   | 0           | 1920                                                             |
| Фрэнкфорд Еллоу Джекетс                     | 1                   | 1           | 1926                                                             |
| Провиденс Стим Роллер                       | 1                   | 0           | 1928                                                             |
| Даллас Ковбойз                              | 0                   | 2           | —                                                                |
| Баффало Олл-Американс                       | 0                   | 1           | —                                                                |
| Поттсвиль Марунз                            | 0                   | 1           | —                                                                |

## Комментарии
1. 1 2  Ничьи не учитывались при подсчёте процента побед[3].
2. ↑  Официальная турнирная таблица с результатами сезона 1920 года не велась, а команды играли с оппонентами и из других лиг. «Акрон Прос» был назван чемпионом на собрании АПФА 30 апреля 1921 года[2].
3. ↑  Чикаго одержали победу над Баффало в дополнительном матче[6].
4. ↑  Чикаго были названы чемпионом после того, как членство «Марунз» в лиги было приостановлено, из-за того, что команда сыграла товарищеский матч с «Нотр Дам Олл-Старз»[7].
5. ↑  Чикаго и Портсмут завершили сезон с одинаковым процентом побед, разделив первое место. Между этими командами был назначен дополнительный матч, победу в котором одержало Чикаго. Этот матч был включён в турнирную таблицу, из-за чего Портсмут переместились на третье место, а второе место в сезоне заняла команда «Грин Бэй Пэкерз»[8].
6. ↑  «Грин-Бей» победили команду Американской футбольной лиги «Канзас-Сити Чифс» в Супербоуле I со счётом 35-10[13].
7. ↑  «Грин-Бей» победили команду АФЛ «Окленд Рэйдерс» в Супербоуле II со счётом 33–14[13].
8. ↑  Балтимор проиграли команде АФЛ «Нью-Йорк Джетс» в Супербоуле III со счётом 16–7[13].
9. ↑  Миннесота проиграла команде АФЛ «Канзас-Сити Чифс» в Супербоуле IV со счётом 23–7 [13].